# Fort Myers Shores
Fort Myers Shores ist ein census-designated place (CDP) im Lee County im US-Bundesstaat Florida. Das U.S. Census Bureau hat bei der Volkszählung 2020 eine Einwohnerzahl von 5.774 ermittelt.

## Geographie
Fort Myers Shores liegt am Caloosahatchee River und wird von den Florida State Roads 31 und 80 tangiert. Der CDP liegt rund 9 km nordöstlich von Fort Myers. Tampa liegt etwa 200 km und Miami 230 km entfernt.

## Demographische Daten
Laut der Volkszählung 2010 verteilten sich die damaligen 5487 Einwohner auf 2588 Haushalte. Die Bevölkerungsdichte lag bei 979,8 Einw./km². 84,4 % der Bevölkerung bezeichneten sich als Weiße, 4,7 % als Afroamerikaner, 0,3 % als Indianer und 1,3 % als Asian Americans. 7,1 % gaben die Angehörigkeit zu einer anderen Ethnie und 2,2 % zu mehreren Ethnien an. 28,0 % der Bevölkerung bestand aus Hispanics oder Latinos.
Im Jahr 2010 lebten in 30,6 % aller Haushalte Kinder unter 18 Jahren sowie 33,2 % aller Haushalte Personen mit mindestens 65 Jahren. 66,4 % der Haushalte waren Familienhaushalte (bestehend aus verheirateten Paaren mit oder ohne Nachkommen bzw. einem Elternteil mit Nachkomme). Die durchschnittliche Größe eines Haushalts lag bei 2,53 Personen und die durchschnittliche Familiengröße bei 3,03 Personen.
25,4 % der Bevölkerung waren jünger als 20 Jahre, 22,8 % waren 20 bis 39 Jahre alt, 28,2 % waren 40 bis 59 Jahre alt und 30,3 % waren mindestens 60 Jahre alt. Das mittlere Alter betrug 42 Jahre. 49,5 % der Bevölkerung waren männlich und 50,5 % weiblich.
Das durchschnittliche Jahreseinkommen lag bei 34.653 $, dabei lebten 22,5 % der Bevölkerung unter der Armutsgrenze.
Im Jahr 2000 war Englisch die Muttersprache von 86,03 % der Bevölkerung und Spanisch sprachen 13,97 %.